# 施泰因巴赫河 (薩拉赫河支流)
47°39′48″N 12°45′24.5″E / 47.66333°N 12.756806°E

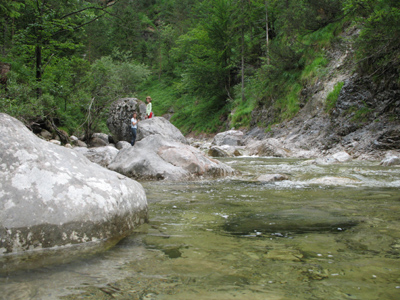

施泰因巴赫河是德國的河流，位於該國東南部，由巴伐利亞負責管轄，屬於薩拉赫河的支流，河道全長1.9公里，河畔城鎮有施奈茨爾羅伊特和翁肯。